# Leporella fimbriata
Leporella fimbriata là một loài thực vật có hoa trong họ Lan. Loài này được (Lindl.) A.S.George mô tả khoa học đầu tiên năm 1971.